# روفس توماس
روفِـس توماس (انگلیسی: Rufus Thomas؛ ۲۶ مارس ۱۹۱۷ – ۱۵ دسامبر ۲۰۰۱ (۸۴ سال)) یک موسیقی‌دان اهل ایالات متحده آمریکا بود. وی بین سال‌های ۱۹۳۶ تا ۲۰۰۱ میلادی فعالیت کرد است.
وی در فیلم اقبال کلوچه بازی کرده است.